# Copa do Mundo FIFA de 1990
A Copa do Mundo FIFA de 1990 foi a décima quarta edição da Copa do Mundo FIFA de Futebol, que ocorreu de 8 de junho até 8 de julho de 1990. O evento foi sediado na Itália, tendo partidas realizadas nas cidades de Milão, Roma, Nápoles, Turim, Bari, Verona, Florença, Cagliari, Bolonha, Údine, Palermo e Gênova. A Itália foi o segundo país a sediar a competição por duas vezes (o primeiro foi o México, quatro anos antes).
Além da anfitriã Itália e da então campeã mundial de 1986, Argentina (na época a seleção campeã da edição anterior se classificava automaticamente para a edição seguinte), se classificaram para o torneio a Alemanha Ocidental (que viria a se sagrar campeã dessa edição) Bélgica, Inglaterra, Escócia, Áustria, Suécia, Iugoslávia, Espanha, Países Baixos, União Soviética, Tchecoslováquia, Irlanda, Romênia, Camarões, Egito, Emirados Árabes, Coreia do Sul, Uruguai, Colômbia, Brasil, Costa Rica e Estados Unidos.
Grandes estrelas do futebol mundial desfilaram pelos gramados italianos, como Gary Lineker, Paul Gascoigne, David Platt e Ian Wright da Inglaterra, Ronald Koeman, Frank Rijkaard, Marco Van Basten e Ruud Gullit da Holanda e Bodo Illgner, Andreas Brehme, Lothar Matthäus, Rudi Völler e Jürgen Klinsmann da Alemanha, Diego Maradona e Claudio Caniggia da Argentina, dentre outros. A Copa de 1990 entrou para a história como uma Copa de equipes defensivas, que jogavam apenas para alcançar o resultado - a média de gols, de apenas 2,21, registrou um recorde negativo que perdura até hoje. Notavelmente, a Irlanda, em sua primeira participação, atingiu o feito de terminar entre as oito melhores equipes sem ter vencido nenhuma partida, com quatro empates, tendo superado as oitavas-de-final na disputa de pênaltis. Essa situação levou à mudança de regras (mais notadamente as regras do recuo de bola e dos seis segundos), e à adoção de três pontos por vitória. Apesar disso, também foi uma Copa de grandes goleadas, como EUA 1-5 Tchecoslováquia e Alemanha 5-1 Emirados Árabes Unidos, e de grandes surpresas, como a vitória de Camarões sobre a Argentina logo na 1ª rodada do Mundial.
A final da Copa do Mundo FIFA de 1990 foi disputada pela Argentina, que havia eliminado a Itália, a Iugoslávia e o Brasil; e a Alemanha Ocidental, que havia eliminado a Inglaterra, a Tchecoslováquia e os Países Baixos. A partida foi realizada em 8 de julho às 20h, no Estádio Olímpico de Roma, com um público de 73 603 pessoas. Sob o apito do árbitro mexicano Edgardo Codesal, Andreas Brehme converteu uma penalidade - até hoje muito contestada - aos 40 minutos do segundo tempo, trazendo o terceiro título da Alemanha Ocidental em Copas do Mundo. Foi a última Copa disputada pelas seleções da União Soviética e Tchecoslováquia.

## Eliminatórias
Como a anfitriã Itália e a atual campeã Argentina se classificaram automaticamente, as 22 vagas restantes foram disputadas por 114 equipes. Devido a desistências e suspensões, 103 países efetivamente jogaram as Eliminatórias.

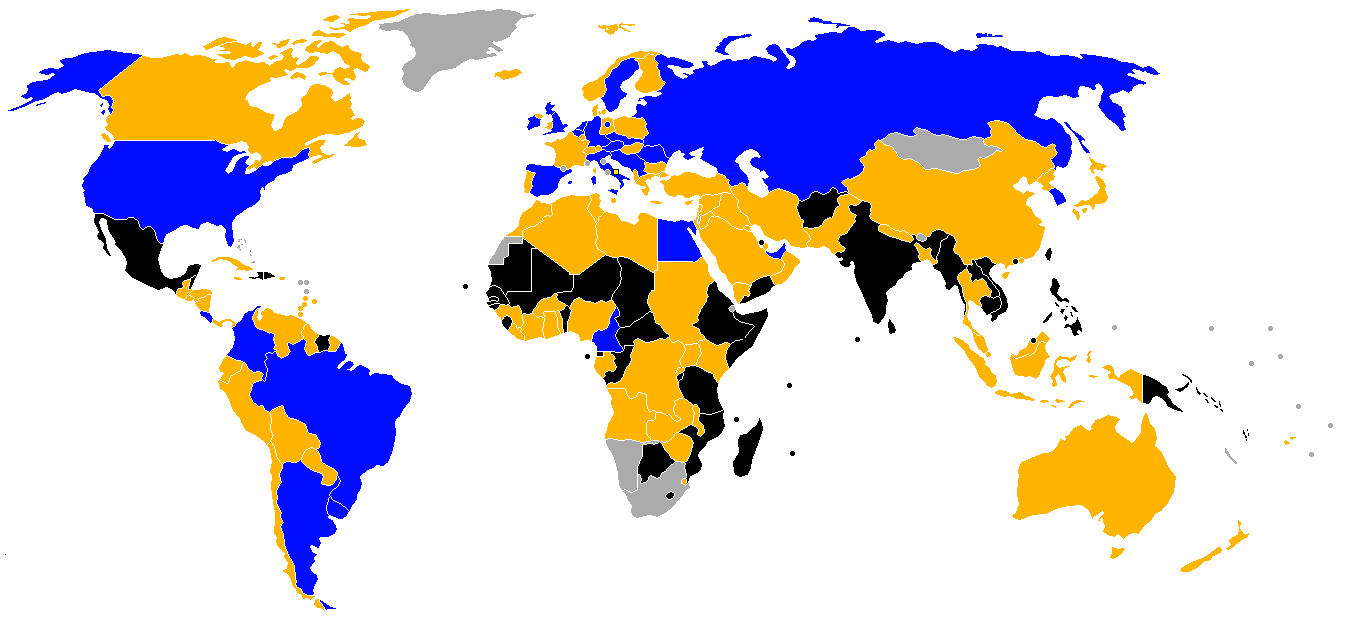
Equipes classificadas
Equipes que falharam a classificação
Equipes impedidas de disputar as Eliminatórias
Equipes não-filiadas à FIFA

As suspensões mais notórias aconteceram com as Eliminatórias já em andamento: a do México, por escalação de quatro jogadores acima da idade permitida em um torneio de seleções de base, e a do Chile, devido ao caso do goleiro Roberto Rojas, que simulou ter sido atingido por fogos de artifício no jogo contra o Brasil. Na zona europeia, surpreendeu a eliminação da França, terceira colocada no Mundial anterior e com uma equipe em renovação, encabeçada pela talentosa dupla de ataque Eric Cantona e Jean-Pierre Papin, mas que perdeu a vaga para a Escócia por um ponto.
A divisão por confederações continentais foi feita da seguinte forma: treze vagas para a UEFA (Europa), duas para a CONMEBOL (América do Sul), duas para a CAF (África), duas para a Ásia (AFC) e duas para a CONCACAF (Américas do Norte e Central). A vaga restante foi definida em uma repescagem entre um time da OFC (Oceania) e outro da América do Sul.

## Seleções participantes

### Sorteio
O sorteio foi realizado no Palazzo dello Sport em Roma, no dia 9 de Dezembro de 1989. Itália, a anfitriã, e Argentina, a última campeã, já seriam cabeças de chave por direito. Os cabeças de chave foram: Alemanha Ocidental, Argentina, Bélgica, Brasil, Inglaterra e Itália.

## Árbitros
41 árbitros vindos de 34 países apitaram as partidas do Mundial de 1990.
África
- Mohamed Hansal
- Neji Jouini
- Jean-Fidèle Diramba

Ásia
- Jamal Al Sharif
- Jassim Mandi
- Shizuo Takada

Europa
- Luigi Agnolin
- Pietro D'Elia
- Tullio Lanese
- Rosario Lo Bello
- Carlo Longhi
- Pierluigi Magni
- Pierluigi Pairetto
- Soriano Aladrén
- George Courtney
- Erik Fredriksson
- Siegfried Kirschen
- Helmut Kohl
- Michał Listkiewicz
- Peter Mikkelsen
- Zoran Petrović
- Joël Quiniou
- Michel Vautrot
- Kurt Röthlisberger
- Aron Schmidhuber
- Carlos Silva Valente
- George Smith
- Alan Snoddy
- Marcel van Langenhove
- Alexey Spirin

América do Norte e Central
- Edgardo Codesal
- Vincent Mauro
- Berny Ulloa Morera

Oceania
- Richard Lorenc

América do Sul
- Juan Cardellino
- Armando Hoyos
- Elías Jácome
- Juan Carlos Loustau
- Carlos Maciel
- Hernán Silva
- José Roberto Wright

## Sedes
| Roma                               | Milão | Nápoles | Turim                              |
| ---------------------------------- | --- | --- | ---------------------------------- |
| Stadio Olimpico                    | Stadio Giuseppe Meazza                                                                                                 | Stadio San Paolo | Stadio delle Alpi                  |
| 41° 56′ 01,99″ N, 12° 27′ 17,23″ L | 45° 28′ 40,89″ N, 9° 07′ 27,14″ L                                                                                      | 40° 49′ 40,68″ N, 14° 11′ 34,83″ L                                                                                     | 45° 06′ 34,42″ N, 7° 38′ 28,54″ L  |
| Capacidade: 80.258                 | Capacidade: 76.398 | Capacidade: 74.090 | Capacidade: 67.411                 |
|                                    | | |                                    |
| Bari                               | Roma Milão Nápoles Turim Bari Verona Florença Cagliari Bologna Udine Palermo GênovaCopa do Mundo FIFA de 1990 (Itália) | Roma Milão Nápoles Turim Bari Verona Florença Cagliari Bologna Udine Palermo GênovaCopa do Mundo FIFA de 1990 (Itália) | Verona                             |
| Stadio San Nicola                  | Roma Milão Nápoles Turim Bari Verona Florença Cagliari Bologna Udine Palermo GênovaCopa do Mundo FIFA de 1990 (Itália) | Roma Milão Nápoles Turim Bari Verona Florença Cagliari Bologna Udine Palermo GênovaCopa do Mundo FIFA de 1990 (Itália) | Stadio Marcantonio Bentegodi       |
| 41° 05′ 05,05″ N, 16° 50′ 24,26″ L | Roma Milão Nápoles Turim Bari Verona Florença Cagliari Bologna Udine Palermo GênovaCopa do Mundo FIFA de 1990 (Itália) | Roma Milão Nápoles Turim Bari Verona Florença Cagliari Bologna Udine Palermo GênovaCopa do Mundo FIFA de 1990 (Itália) | 45° 26′ 07,28″ N, 10° 58′ 07,13″ L |
| Capacidade: 56.875                 | Roma Milão Nápoles Turim Bari Verona Florença Cagliari Bologna Udine Palermo GênovaCopa do Mundo FIFA de 1990 (Itália) | Roma Milão Nápoles Turim Bari Verona Florença Cagliari Bologna Udine Palermo GênovaCopa do Mundo FIFA de 1990 (Itália) | Capacidade: 40.976                 |
|                                    | Roma Milão Nápoles Turim Bari Verona Florença Cagliari Bologna Udine Palermo GênovaCopa do Mundo FIFA de 1990 (Itália) | Roma Milão Nápoles Turim Bari Verona Florença Cagliari Bologna Udine Palermo GênovaCopa do Mundo FIFA de 1990 (Itália) |                                    |
| Florença                           | Roma Milão Nápoles Turim Bari Verona Florença Cagliari Bologna Udine Palermo GênovaCopa do Mundo FIFA de 1990 (Itália) | Roma Milão Nápoles Turim Bari Verona Florença Cagliari Bologna Udine Palermo GênovaCopa do Mundo FIFA de 1990 (Itália) | Cagliari                           |
| Stadio Comunale                    | Roma Milão Nápoles Turim Bari Verona Florença Cagliari Bologna Udine Palermo GênovaCopa do Mundo FIFA de 1990 (Itália) | Roma Milão Nápoles Turim Bari Verona Florença Cagliari Bologna Udine Palermo GênovaCopa do Mundo FIFA de 1990 (Itália) | Stadio Sant'Elia                   |
| 43° 46′ 50,96″ N, 11° 16′ 56,13″ L | Roma Milão Nápoles Turim Bari Verona Florença Cagliari Bologna Udine Palermo GênovaCopa do Mundo FIFA de 1990 (Itália) | Roma Milão Nápoles Turim Bari Verona Florença Cagliari Bologna Udine Palermo GênovaCopa do Mundo FIFA de 1990 (Itália) | 39° 11′ 57,82″ N, 9° 08′ 05,83″ L  |
| Capacidade: 41.300                 | Roma Milão Nápoles Turim Bari Verona Florença Cagliari Bologna Udine Palermo GênovaCopa do Mundo FIFA de 1990 (Itália) | Roma Milão Nápoles Turim Bari Verona Florença Cagliari Bologna Udine Palermo GênovaCopa do Mundo FIFA de 1990 (Itália) | Capacidade: 40.117                 |
|                                    | Roma Milão Nápoles Turim Bari Verona Florença Cagliari Bologna Udine Palermo GênovaCopa do Mundo FIFA de 1990 (Itália) | Roma Milão Nápoles Turim Bari Verona Florença Cagliari Bologna Udine Palermo GênovaCopa do Mundo FIFA de 1990 (Itália) |                                    |
| Bologna                            | Udine | Palermo | Gênova                             |
| Stadio Renato Dall'Ara             | Stadio Friuli | Stadio Luigi Ferraris                                                                                                  |                                    |
| 44° 29′ 32,33″ N, 11° 18′ 34,8″ L  | 46° 04′ 53,77″ N, 13° 12′ 00,49″ L                                                                                     | 44° 24′ 59,15″ N, 8° 57′ 08,74″ L                                                                                      |                                    |
| Capacidade: 37.825                 | Capacidade: 38.685 | Capacidade: 36.982 | Capacidade: 35.921                 |
|                                    | | |                                    |

## Publicidade

### Bola

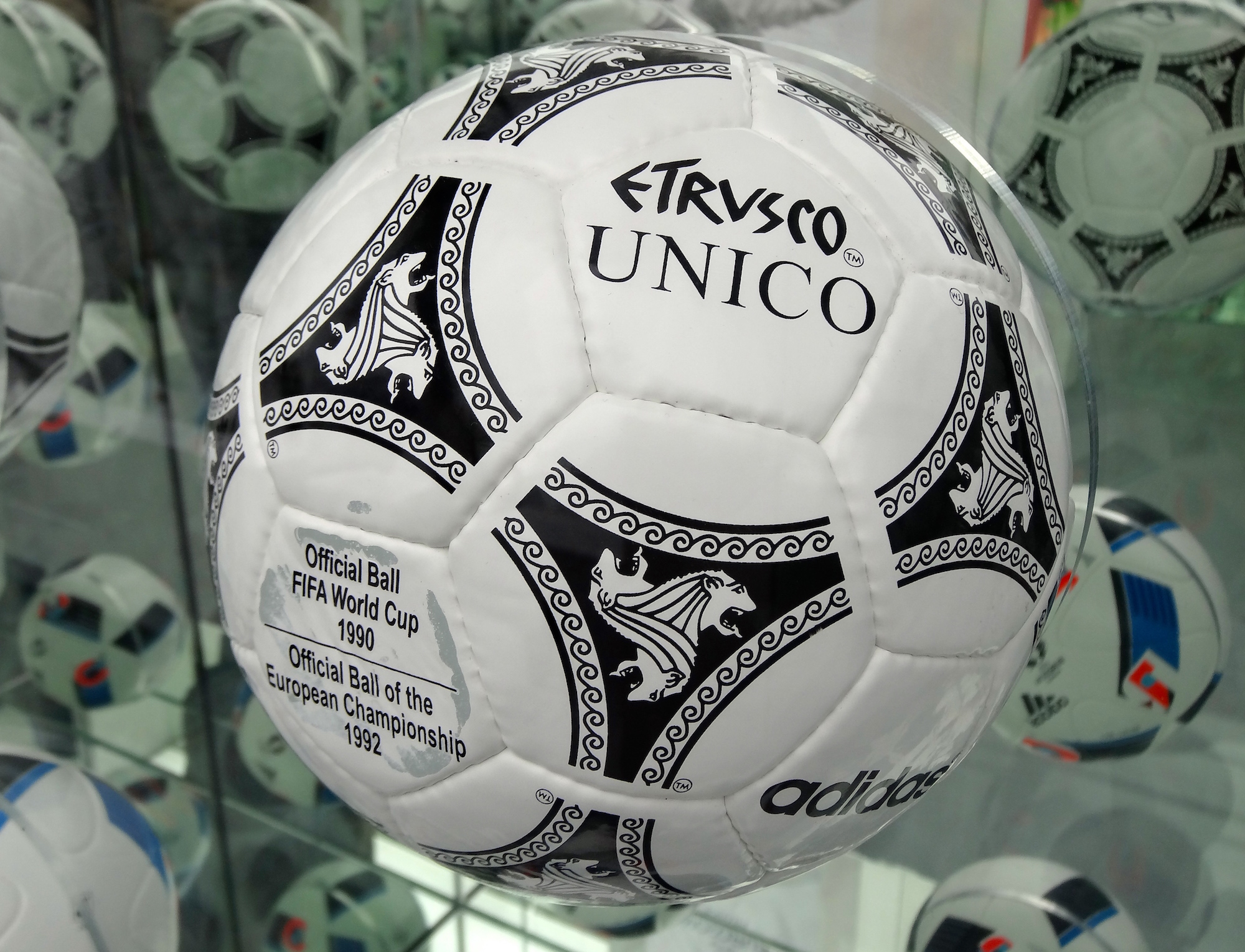
Adidas Etrusco Unico.

A bola oficial do torneio foi a Adidas Etrusco Unico, fabricada pela Adidas. Fabricada com espuma de poliuretano, aumentando a velocidade dos passes e chutes a gol. Os gomos tinham três cabeças de leão, evocando o Império Romano. Essa bola foi utilizada com o mesmo nome na Eurocopa de 1992, no Torneio Olímpico de Futebol Masculino nos Jogos Olímpicos de Barcelona - 1992, e nas decisões do Mundial Interclubes no Japão até 1993.

### Mascote
A mascote da Copa de 1990 foi Ciao, um boneco que tinha as cores da bandeira italiana e que podia ser desmontado e remontado para formar a escrita "ITALIA", e fazendo embaixadinha.

### Video Games
Este mundial teve jogos para diversos sistemas: Para computadores PC foi lançado o Italia 90, lançado pela US Gold, que tinha a tabela completa do mundial, os uniformes das seleções, bem como seus principais jogadores. Para os vídeo games caseiros, foi lançado o World Cup Italia 90, da Sega em parceria com a Virgin Mastertronic e a Olivetti, para o Master System e Mega Drive. A versão do Master System tinha 30 times, incluindo os 24 que se classificaram para as finais, mais 6 que não se classificaram (França, México, Polônia, Dinamarca, China e Hungria). Já a versão do Mega Drive (o jogo World Championship Soccer, que recebeu o nome do torneio no mercado europeu) continha 24 seleções, sendo que 10 não se classificaram para o torneio (México, Peru, Marrocos, Argélia, França, Dinamarca, Polônia, Hungria, China e Japão, em lugar de Costa Rica, Colômbia, Egito, Camarões, Irlanda, Áustria, Suécia, Tchecoslováquia, Romênia e Emirados Árabes Unidos), e tinha o nome dos jogadores diferenciados.

### Transmissão
A Copa de 1990 foi transmitida por 4 redes de TV no Brasil: Rede Globo (em conjunto com a sua filial na Itália Tele Monte Carlo), Rede Manchete, Rede Bandeirantes e SBT; foi a primeira vez que a emissora de Silvio Santos exibiu o evento "sozinha" considerando que, na Copa anterior, o SBT havia transmitido o torneio em conjunto com a TV Record de São Paulo.
Foi a primeira Copa do Mundo oficialmente transmitida em HDTV, em uma parceria entre a emissora italiana RAI e a emissora japonesa NHK.

## Primeira fase
|  | Equipes classificadas para a fase final                 |
|  | Equipes classificadas como melhores terceiras colocadas |
|  | Equipes eliminadas                                      |

### Grupo A
| Pos. | Seleção         | Pts | J | V | E | D | GP | GC | SG |
| ---- | --------------- | --- | - | - | - | - | -- | -- | -- |
| 1    | Itália          | 6   | 3 | 3 | 0 | 0 | 4  | 0  | +4 |
| 2    | Tchecoslováquia | 4   | 3 | 2 | 0 | 1 | 6  | 3  | +3 |
| 3    | Áustria         | 2   | 3 | 1 | 0 | 2 | 2  | 3  | –1 |
| 4    | Estados Unidos  | 0   | 3 | 0 | 0 | 3 | 2  | 8  | –6 |

| 9 de junho | Itália        | 1 – 0     | Áustria | Stadio Olimpico, Roma                            |
| 21:00      | Schillaci 78' | Relatório |         | Público: 73 303 Árbitro: BRA José Roberto Wright |

| 10 de junho | Estados Unidos | 1 – 5     | Tchecoslováquia                                               | Stadio Comunale, Florença                       |
| 17:00       | Caligiuri 61'  | Relatório | Skuhravý 25', 78' · Bílek 39' (pen.) · Hašek 50' · Luhový 90' | Público: 33 266 Árbitro: SUI Kurt Röthlisberger |

| 14 de junho | Itália       | 1 – 0     | Estados Unidos | Stadio Olimpico, Roma                        |
| 21:00       | Giannini 11' | Relatório |                | Público: 73 423 Árbitro: MEX Edgardo Codesal |

| 15 de junho | Áustria | 0 – 1     | Tchecoslováquia  | Stadio Comunale, Florença                 |
| 17:00       |         | Relatório | Bílek 30' (pen.) | Público: 38 962 Árbitro: SCO George Smith |

| 19 de junho | Áustria               | 2 – 1     | Estados Unidos | Stadio Comunale, Florença                    |
| 21:00       | Ogris 49' · Rodax 63' | Relatório | Murray 83'     | Público: 34 857 Árbitro: SYR Jamal Al-Sharif |

| 19 de junho | Itália                    | 2 – 0     | Tchecoslováquia | Stadio Olimpico, Roma                     |
| 21:00       | Schillaci 9' · Baggio 78' | Relatório |                 | Público: 73 303 Árbitro: FRA Joel Quiniol |

### Grupo B
| Pos. | Seleção         | Pts | J | V | E | D | GP | GC | SG |
| ---- | --------------- | --- | - | - | - | - | -- | -- | -- |
| 1    | Camarões        | 4   | 3 | 2 | 0 | 1 | 3  | 5  | –2 |
| 2    | Romênia         | 3   | 3 | 1 | 1 | 1 | 4  | 3  | +1 |
| 3    | Argentina       | 3   | 3 | 1 | 1 | 1 | 3  | 2  | +1 |
| 4    | União Soviética | 2   | 3 | 1 | 0 | 2 | 4  | 4  | 0  |

| 8 de junho | Argentina | 0 – 1     | Camarões       | Stadio Giuseppe Meazza, Milão               |
| 18:00      |           | Relatório | Omam-Biyik 67' | Público: 73 780 Árbitro: FRA Michel Vautrot |

| 9 de junho | União Soviética | 0 – 2     | Romênia                 | Stadio San Nicola, Bari                              |
| 17:00      |                 | Relatório | Lăcătuş 42', 57' (pen.) | Público: 42 907 Árbitro: URU Juan Cardellino Vicente |

| 13 de junho | Argentina                    | 2 – 0     | União Soviética | Stadio San Paolo, Nápoles                     |
| 21:00       | Troglio 27' · Burruchaga 79' | Relatório |                 | Público: 55 759 Árbitro: SWE Eric Fredriksson |

| 14 de junho | Camarões       | 2 – 1     | Romênia    | Stadio San Nicola, Bari                        |
| 17:00       | Milla 76', 86' | Relatório | Balint 88' | Público: 38 687 Árbitro: CHI Hernan Silva Arce |

| 18 de junho | Camarões | 0 – 4     | União Soviética                                                 | Stadio San Nicola, Bari                          |
| 21:00       |          | Relatório | Protasov 20' · Zygmantovich 29' · Zavarov 55' · Dobrovolsky 63' | Público: 37 307 Árbitro: BRA José Roberto Wright |

| 18 de junho | Argentina  | 1 – 1     | Romênia    | Stadio San Paolo, Nápoles                           |
| 21:00       | Monzón 62' | Relatório | Balint 68' | Público: 52 733 Árbitro: POR Carlos Alberto Valente |

### Grupo C
| Pos. | Seleção    | Pts | J | V | E | D | GP | GC | SG |
| ---- | ---------- | --- | - | - | - | - | -- | -- | -- |
| 1    | Brasil     | 6   | 3 | 3 | 0 | 0 | 4  | 1  | +3 |
| 2    | Costa Rica | 4   | 3 | 2 | 0 | 1 | 3  | 2  | +1 |
| 3    | Escócia    | 2   | 3 | 1 | 0 | 2 | 2  | 3  | –1 |
| 4    | Suécia     | 0   | 3 | 0 | 0 | 3 | 3  | 6  | –3 |

| 10 de junho | Brasil          | 2 – 1     | Suécia     | Stadio Delle Alpi, Turim                   |
| 21:00       | Careca 40', 63' | Relatório | Brolin 79' | Público: 62 628 Árbitro: ITA Tullio Lanese |

| 11 de junho | Costa Rica  | 1 – 0     | Escócia | Stadio Luigi Ferraris, Gênova             |
| 17:00       | Cayasso 49' | Relatório |         | Público: 30 867 Árbitro: ARG Juan Loustau |

| 16 de junho | Brasil     | 1 – 0     | Costa Rica | Stadio Delle Alpi, Turim                 |
| 17:00       | Müller 33' | Relatório |            | Público: 58 007 Árbitro: TUR Neji Jouini |

| 16 de junho | Suécia        | 1 – 2     | Escócia                          | Stadio Luigi Ferraris, Gênova              |
| 21:00       | Strömberg 86' | Relatório | McCall 11' · Johnston 81' (pen.) | Público: 31 823 Árbitro: PAR Carlos Maciel |

| 20 de junho | Brasil     | 1 – 0     | Escócia | Stadio Delle Alpi, Turim                 |
| 21:00       | Müller 82' | Relatório |         | Público: 62 502 Árbitro: AUT Helmut Kohl |

| 20 de junho | Suécia      | 1 – 2     | Costa Rica               | Stadio Luigi Ferraris, Gênova               |
| 21:00       | Ekström 32' | Relatório | Flores 75' · Medford 87' | Público: 30 223 Árbitro: YUG Zoran Petrović |

### Grupo D
| Pos. | Seleção                | Pts | J | V | E | D | GP | GC | SG |
| ---- | ---------------------- | --- | - | - | - | - | -- | -- | -- |
| 1    | Alemanha Ocidental     | 5   | 3 | 2 | 1 | 0 | 10 | 3  | +7 |
| 2    | Iugoslávia             | 4   | 3 | 2 | 0 | 1 | 6  | 5  | +1 |
| 3    | Colômbia               | 3   | 3 | 1 | 1 | 1 | 3  | 2  | +1 |
| 4    | Emirados Árabes Unidos | 0   | 3 | 0 | 0 | 3 | 2  | 11 | –9 |

| 9 de junho | Emirados Árabes Unidos | 0 – 2     | Colômbia                   | Stadio Renato Dall'Ara, Bolonha              |
| 17:00      |                        | Relatório | Redín 50' · Valderrama 86' | Público: 30 791 Árbitro: ENG George Courtney |

| 10 de junho | Alemanha Ocidental                             | 4 – 1     | Iugoslávia | Stadio Giuseppe Meazza, Milão                |
| 21:00       | Matthäus 28', 64' · Klinsmann 39' · Völler 70' | Relatório | Jozić 55'  | Público: 74 765 Árbitro: DEN Peter Mikkelsen |

| 14 de junho | Iugoslávia | 1 – 0     | Colômbia | Stadio Renato Dall'Ara, Bolonha            |
| 17:00       | Jozić 75'  | Relatório |          | Público: 32 257 Árbitro: ITA Luigi Agnolin |

| 15 de junho | Alemanha Ocidental                                        | 5 – 1     | Emirados Árabes Unidos | Stadio Giuseppe Meazza, Milão              |
| 21:00       | Völler 35', 75' · Klinsmann 37' · Matthäus 47' · Bein 58' | Relatório | Ismaïl 46'             | Público: 71 169 Árbitro: URS Alexey Spirin |

| 19 de junho | Iugoslávia                                 | 4 – 1     | Emirados Árabes Unidos | Stadio Renato Dall'Ara, Bolonha            |
| 17:00       | Sušić 5' · Pančev 9', 46' · Prosinečki 90' | Relatório | Jumaa 22'              | Público: 27 833 Árbitro: JAP Shizuo Takada |

| 19 de junho | Alemanha Ocidental | 1 – 1     | Colômbia   | Stadio Giuseppe Meazza, Milão            |
| 17:00       | Littbarski 88'     | Relatório | Rincón 90' | Público: 72 510 Árbitro: NIR Alan Snoddy |

### Grupo E
| Pos. | Seleção       | Pts | J | V | E | D | GP | GC | SG |
| ---- | ------------- | --- | - | - | - | - | -- | -- | -- |
| 1    | Espanha       | 5   | 3 | 2 | 1 | 0 | 5  | 2  | +3 |
| 2    | Bélgica       | 4   | 3 | 2 | 0 | 1 | 6  | 3  | +3 |
| 3    | Uruguai       | 3   | 3 | 1 | 1 | 1 | 2  | 3  | –1 |
| 4    | Coreia do Sul | 0   | 3 | 0 | 0 | 3 | 1  | 6  | –5 |

| 12 de junho | Bélgica                   | 2 – 0     | Coreia do Sul | Stadio Marcantonio Bentegodi, Verona       |
| 17:00       | Degryse 53' · De Wolf 64' | Relatório |               | Público: 32 790 Árbitro: USA Vincent Mauro |

| 13 de junho | Uruguai | 0 – 0     | Espanha | Stadio Friuli, Udine                     |
| 17:00       |         | Relatório |         | Público: 35 713 Árbitro: AUT Helmut Kohl |

| 17 de junho | Coreia do Sul    | 1 – 3     | Espanha              | Stadio Friuli, Udine                      |
| 21:00       | Hwangbo Kwan 42' | Relatório | Míchel 23', 61', 81' | Público: 32 733 Árbitro: ECU Elías Jácome |

| 17 de junho | Bélgica                                   | 3 – 1     | Uruguai        | Stadio Marcantonio Bentegodi, Verona            |
| 21:00       | Clijsters 15' · Scifo 24' · Ceulemans 47' | Relatório | Bengoechea 73' | Público: 33 759 Árbitro: GDR Siegfried Kirschen |

| 21 de junho | Coreia do Sul | 0 – 1     | Uruguai     | Stadio Friuli, Udine                       |
| 17:00       |               | Relatório | Fonseca 90' | Público: 29 039 Árbitro: ITA Tullio Lanese |

| 21 de junho | Bélgica      | 1 – 2     | Espanha                        | Stadio Marcantonio Bentegodi, Verona      |
| 17:00       | Vervoort 29' | Relatório | Míchel 26' (pen.) · Górriz 38' | Público: 35 950 Árbitro: ARG Juan Loustau |

### Grupo F
| Pos. | Seleção       | Pts | J | V | E | D | GP | GC | SG |
| ---- | ------------- | --- | - | - | - | - | -- | -- | -- |
| 1    | Inglaterra    | 4   | 3 | 1 | 2 | 0 | 2  | 1  | +1 |
| 2    | Irlanda       | 3   | 3 | 0 | 3 | 0 | 2  | 2  | 0  |
| 3    | Países Baixos | 3   | 3 | 0 | 3 | 0 | 2  | 2  | 0  |
| 4    | Egito         | 2   | 3 | 0 | 2 | 1 | 1  | 2  | –1 |

- Irlanda e Países Baixos estiveram empatadas em todos os critérios, e por isso foi necessário um sorteio favorecendo a primeira mencionada.

| 11 de junho | Inglaterra | 1 – 1     | Irlanda    | Stadio Sant'Elia, Cagliari                    |
| 21:00       | Lineker 9' | Relatório | Sheedy 73' | Público: 35 238 Árbitro: FRG Aron Schmidhuber |

| 12 de junho | Países Baixos | 1 – 1     | Egito                 | Stadio La Favorita, Palermo                 |
| 21:00       | Kieft 58'     | Relatório | Abdelghani 83' (pen.) | Público: 33 421 Árbitro: ESP Emilio Aladrén |

| 16 de junho | Inglaterra | 0 – 0     | Países Baixos | Stadio Sant'Elia, Cagliari                  |
| 21:00       |            | Relatório |               | Público: 35 267 Árbitro: IUG Zorán Petrović |

| 17 de junho | Irlanda | 0 – 0     | Egito | Stadio La Favorita, Palermo                        |
| 17:00       |         | Relatório |       | Público: 33 288 Árbitro: BEL Marcel van Langenhove |

| 21 de junho | Inglaterra | 1 – 0     | Egito | Stadio Sant'Elia, Cagliari                      |
| 21:00       | Wright 58' | Relatório |       | Público: 34 959 Árbitro: SUI Kurt Röthlisberger |

| 21 de junho | Irlanda   | 1 – 1     | Países Baixos | Stadio La Favorita, Palermo                  |
| 21:00       | Quinn 71' | Relatório | Gullit 11'    | Público: 33 288 Árbitro: FRA Michael Vautrot |

### Índice técnico dos terceiros colocados
| Pos. | Seleção       | Pts | J | V | E | D | GP | GC | SG | Grupo |
| ---- | ------------- | --- | - | - | - | - | -- | -- | -- | ----- |
| 1    | Argentina     | 3   | 3 | 1 | 1 | 1 | 3  | 2  | +1 | B     |
| 2    | Colômbia      | 3   | 3 | 1 | 1 | 1 | 3  | 2  | +1 | D     |
| 3    | Países Baixos | 3   | 3 | 0 | 3 | 0 | 2  | 2  | 0  | F     |
| 4    | Uruguai       | 3   | 3 | 1 | 1 | 1 | 2  | 3  | −1 | E     |
| 5    | Áustria       | 2   | 3 | 1 | 0 | 2 | 2  | 3  | −1 | A     |
| 6    | Escócia       | 2   | 3 | 1 | 0 | 2 | 2  | 3  | −1 | C     |

## Fase final
|  | Oitavas de final      | Oitavas de final     |                          |       | Quartas de final | Quartas de final |                   |                   | Semifinais | Semifinais |  |  | Final | Final |
|  |                       |                      |                          |       |                  |                  |                   |                   |            |            |  |  |       |       |
|  | 24 de junho – Turim   |                      |                          |       |                  |                  |                   |                   |            |            |  |  |       |       |
|  |                       |                      |                          |       |                  |                  |                   |                   |            |            |  |  |       |       |
|  | Brasil                | 0                    |                          |       |                  |                  |                   |                   |            |            |  |  |       |       |
|  | Brasil                | 0                    | 30 de junho – Florença   |       |                  |                  |                   |                   |            |            |  |  |       |       |
|  | Argentina             | 1                    |                          |       |                  |                  |                   |                   |            |            |  |  |       |       |
|  | Argentina             | 1                    | Argentina (pen)          | 0 (3) |                  |                  |                   |                   |            |            |  |  |       |       |
|  | 26 de junho – Verona  |                      | Argentina (pen)          | 0 (3) |                  |                  |                   |                   |            |            |  |  |       |       |
|  |                       | Iugoslávia           | 0 (2)                    |       |                  |                  |                   |                   |            |            |  |  |       |       |
|  | Espanha               | Iugoslávia           | 0 (2)                    | 1     |                  |                  |                   |                   |            |            |  |  |       |       |
|  | Espanha               |                      | 3 de julho – Nápoles     | 1     |                  |                  |                   |                   |            |            |  |  |       |       |
|  | Iugoslávia (pro)      | 2                    |                          |       |                  |                  |                   |                   |            |            |  |  |       |       |
|  | Iugoslávia (pro)      | 2                    | Argentina (pen)          | 1 (4) |                  |                  |                   |                   |            |            |  |  |       |       |
|  | 25 de junho – Gênova  |                      | Argentina (pen)          | 1 (4) |                  |                  |                   |                   |            |            |  |  |       |       |
|  |                       | Itália               | 1 (3)                    |       |                  |                  |                   |                   |            |            |  |  |       |       |
|  | Irlanda (pen)         | Itália               | 1 (3)                    | 0 (5) |                  |                  |                   |                   |            |            |  |  |       |       |
|  | Irlanda (pen)         | 30 de junho – Roma   |                          | 0 (5) |                  |                  |                   |                   |            |            |  |  |       |       |
|  | Romênia               | 0 (4)                |                          |       |                  |                  |                   |                   |            |            |  |  |       |       |
|  | Romênia               | 0 (4)                | Irlanda                  | 0     |                  |                  |                   |                   |            |            |  |  |       |       |
|  | 25 de junho – Roma    |                      | Irlanda                  | 0     |                  |                  |                   |                   |            |            |  |  |       |       |
|  |                       | Itália               | 1                        |       |                  |                  |                   |                   |            |            |  |  |       |       |
|  | Itália                | Itália               | 1                        | 2     |                  |                  |                   |                   |            |            |  |  |       |       |
|  | Itália                |                      | 8 de julho – Roma        | 2     |                  |                  |                   |                   |            |            |  |  |       |       |
|  | Uruguai               | 0                    |                          |       |                  |                  |                   |                   |            |            |  |  |       |       |
|  | Uruguai               | 0                    | Argentina                | 0     |                  |                  |                   |                   |            |            |  |  |       |       |
|  | 23 de junho – Bari    |                      | Argentina                | 0     |                  |                  |                   |                   |            |            |  |  |       |       |
|  |                       | Alemanha Ocidental   | 1                        |       |                  |                  |                   |                   |            |            |  |  |       |       |
|  | Tchecoslováquia       | Alemanha Ocidental   | 1                        | 4     |                  |                  |                   |                   |            |            |  |  |       |       |
|  | Tchecoslováquia       | 1 de julho – Milão   |                          | 4     |                  |                  |                   |                   |            |            |  |  |       |       |
|  | Costa Rica            | 1                    |                          |       |                  |                  |                   |                   |            |            |  |  |       |       |
|  | Costa Rica            | 1                    | Tchecoslováquia          | 0     |                  |                  |                   |                   |            |            |  |  |       |       |
|  | 24 de junho – Milão   |                      | Tchecoslováquia          | 0     |                  |                  |                   |                   |            |            |  |  |       |       |
|  |                       | Alemanha Ocidental   | 1                        |       |                  |                  |                   |                   |            |            |  |  |       |       |
|  | Alemanha Ocidental    | Alemanha Ocidental   | 1                        | 2     |                  |                  |                   |                   |            |            |  |  |       |       |
|  | Alemanha Ocidental    |                      | 4 de julho – Turim       | 2     |                  |                  |                   |                   |            |            |  |  |       |       |
|  | Países Baixos         | 1                    |                          |       |                  |                  |                   |                   |            |            |  |  |       |       |
|  | Países Baixos         | 1                    | Alemanha Ocidental (pen) | 1 (4) |                  |                  |                   |                   |            |            |  |  |       |       |
|  | 23 de junho – Nápoles |                      | Alemanha Ocidental (pen) | 1 (4) |                  |                  |                   |                   |            |            |  |  |       |       |
|  |                       | Inglaterra           | 1 (3)                    |       | Terceiro lugar   | Terceiro lugar   |                   |                   |            |            |  |  |       |       |
|  | Camarões (pro)        | Inglaterra           | 1 (3)                    | 2     | Terceiro lugar   | Terceiro lugar   |                   |                   |            |            |  |  |       |       |
|  | Camarões (pro)        | 1 de julho – Nápoles | 1 de julho – Nápoles     | 2     |                  |                  | 7 de julho – Bari | 7 de julho – Bari |            |            |  |  |       |       |
|  | Colômbia              | 1 de julho – Nápoles | 1 de julho – Nápoles     | 1     |                  |                  | 7 de julho – Bari | 7 de julho – Bari |            |            |  |  |       |       |
|  | Colômbia              | Camarões             | 2                        | 1     | Itália           | 2                |                   |                   |            |            |  |  |       |       |
|  | 26 de junho – Bolonha | Camarões             | 2                        |       | Itália           | 2                |                   |                   |            |            |  |  |       |       |
|  |                       | Inglaterra (pro)     | 3                        |       | Inglaterra       | 1                |                   |                   |            |            |  |  |       |       |
|  | Inglaterra (pro)      | Inglaterra (pro)     | 3                        | 1     | Inglaterra       | 1                |                   |                   |            |            |  |  |       |       |
|  | Inglaterra (pro)      |                      |                          | 1     |                  |                  |                   |                   |            |            |  |  |       |       |
|  | Bélgica               | 0                    |                          |       |                  |                  |                   |                   |            |            |  |  |       |       |
|  | Bélgica               | 0                    |                          |       |                  |                  |                   |                   |            |            |  |  |       |       |

### Oitavas de final
| 23 de junho | Camarões         | 2 – 1 (pro.) | Colômbia   | Stadio San Paolo, Nápoles                  |
| 17:00       | Milla 106', 109' | Relatório    | Redín 115' | Público: 50 026 Árbitro: ITA Tullio Lanese |

| 23 de junho | Tchecoslováquia                    | 4 – 1     | Costa Rica   | Stadio San Nicola, Bari                         |
| 21:00       | Skuhravý 12', 63', 82' · Kubík 75' | Relatório | González 54' | Público: 47 673 Árbitro: GDR Siegfried Kirschen |

| 24 de junho | Brasil | 0 – 1     | Argentina    | Stadio Delle Alpi, Turim                  |
| 17:00       |        | Relatório | Caniggia 80' | Público: 61 381 Árbitro: FRA Joël Quiniou |

| 24 de junho | Alemanha Ocidental         | 2 – 1     | Países Baixos     | Stadio Giuseppe Meazza, Milão                    |
| 21:00       | Klinsmann 51' · Brehme 85' | Relatório | Koeman 89' (pen.) | Público: 74 559 Árbitro: ARG Juan Carlos Loustau |

| 25 de junho | Irlanda | 0 – 0 (pro.) | Romênia | Stadio Luigi Ferraris, Gênova                    |
| 17:00       |         | Relatório    |         | Público: 31 818 Árbitro: BRA José Roberto Wright |

|                                            |       | Penalidades                       |  |
| Sheedy Houghton Townsend Cascarino O'Leary | 5 – 4 | Hagi Lupu Rotariu Lupescu Timofte |  |

| 25 de junho | Itália                     | 2 – 0     | Uruguai | Stadio Olimpico, Roma                        |
| 21:00       | Schillaci 65' · Serena 83' | Relatório |         | Público: 73 303 Árbitro: ENG George Courtney |

| 26 de junho | Espanha           | 1 – 2 (pro.) | Iugoslávia         | Stadio Marcantonio Bentegodi, Verona          |
| 17:00       | Julio Salinas 83' | Relatório    | Stojković 78', 92' | Público: 35 500 Árbitro: FRG Aron Schmidhuber |

| 26 de junho | Inglaterra | 1 – 0 (pro.) | Bélgica | Stadio Renato Dall'Ara, Bolonha              |
| 21:00       | Platt 119' | Relatório    |         | Público: 34 520 Árbitro: DNK Peter Mikkelsen |

### Quartas de final
| 30 de junho | Argentina | 0 – 0 (pro.) | Iugoslávia | Stadio Comunale, Florença                       |
| 17:00       |           | Relatório    |            | Público: 38 971 Árbitro: SUI Kurt Röthlisberger |

|                                                |       | Penalidades                                       |  |
| Serrizuela Burruchaga Maradona Troglio Dezotti | 3 – 2 | Stojković Prosinečki Savićević Brnović Hadžibegić |  |

| 30 de junho | Irlanda | 0 – 1     | Itália        | Stadio Olimpico, Roma                             |
| 21:00       |         | Relatório | Schillaci 38' | Público: 73 303 Árbitro: POR Carlos Silva Valente |

| 1 de julho | Tchecoslováquia | 0 – 1     | Alemanha Ocidental  | Stadio Giuseppe Meazza, Milão            |
| 17:00      |                 | Relatório | Matthäus 25' (pen.) | Público: 73 347 Árbitro: AUT Helmut Kohl |

| 1 de julho | Camarões                     | 2 – 3 (pro.) | Inglaterra                                  | Stadio San Paolo, Nápoles                    |
| 21:00      | Kundé 61' (pen.) · Ekéké 65' | Relatório    | Platt 25' · Lineker 83' (pen.), 105' (pen.) | Público: 55 205 Árbitro: MEX Edgardo Codesal |

### Semifinais
| 3 de julho | Argentina            | 1 – 1 (pro.) | Itália        | Stadio San Paolo, Nápoles                   |
| 20:00      | Claudio Caniggia 67' | Relatório    | Schillaci 17' | Público: 59 978 Árbitro: FRA Michel Vautrot |

|                                                                         |       | Penalidades                                                            |  |
| José Serrizuela: Jorge Burruchaga: Julio Olarticoechea: Diego Maradona: | 4 – 3 | Franco Baresi Roberto Baggio Luigi de Agostini Roberto Donadoni Serena |  |

| 4 de julho | Alemanha Ocidental | 1 – 1 (pro.) | Inglaterra       | Stadio Delle Alpi, Turim                         |
| 20:00      | Andreas Brehme 60' | Relatório    | Gary Lineker 80' | Público: 62 628 Árbitro: BRA José Roberto Wright |

|                                                            |       | Penalidades                                                         |  |
| Andreas Brehme Lothar Matthäus Karl-Heinz Riedle Olaf Thon | 4 – 3 | Gary Lineker Peter Beardsley David Platt Stuart Pearce Chris Waddle |  |

### Decisão do terceiro lugar
| 7 de julho | Itália                                    | 2 – 1     | Inglaterra      | Stadio San Nicola, Bari                   |
| 20:00      | Roberto Baggio 71' · Schillaci 86' (pen.) | Relatório | David Platt 81' | Público: 51 426 Árbitro: FRA Joël Quiniou |

### Final
| 8 de julho de 1990 | Alemanha Ocidental | 1 – 0     | Argentina | Estádio Olímpico, Roma                       |
| 20:00 (UTC+2)      | Brehme 85' (pen)   | Relatório |           | Público: 73 603 Árbitro: MEX Edgardo Codesal |

| Alemanha Ocidental | Argentina |

## Classificação final

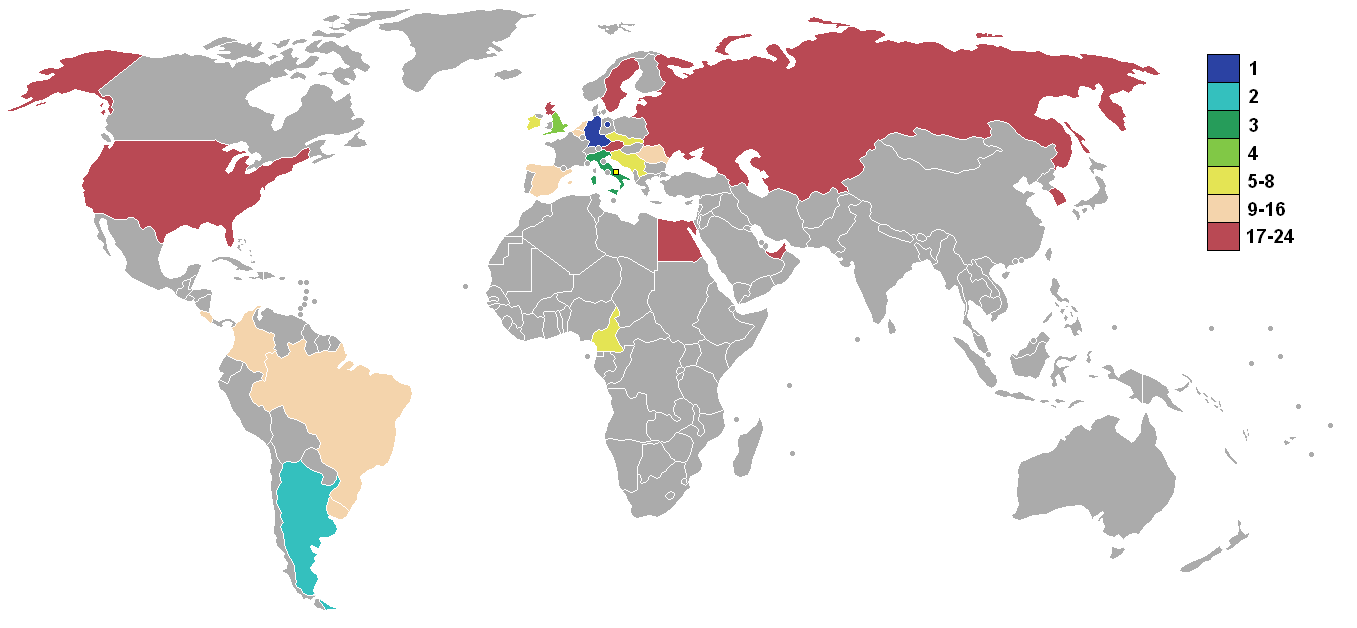

A classificação final é determinada através da fase em que a seleção alcançou e a sua pontuação, levando em conta os critérios de desempate.
| Pos.                            | Seleção                | Gr. | Pts | J | V | E | D | GP | GC | SG  |
| ------------------------------- | ---------------------- | --- | --- | - | - | - | - | -- | -- | --- |
| Final                           |                        |     |     |   |   |   |   |    |    |     |
| 1                               | Alemanha Ocidental     | D   | 12  | 7 | 5 | 2 | 0 | 15 | 5  | +10 |
| 2                               | Argentina              | B   | 7   | 7 | 2 | 3 | 2 | 5  | 4  | +1  |
| Decisão do 3º e 4º lugares      |                        |     |     |   |   |   |   |    |    |     |
| 3                               | Itália                 | A   | 13  | 7 | 6 | 1 | 0 | 10 | 2  | +8  |
| 4                               | Inglaterra             | F   | 9   | 7 | 3 | 3 | 1 | 8  | 6  | +2  |
| Eliminados nas quartas de final |                        |     |     |   |   |   |   |    |    |     |
| 5                               | Iugoslávia             | D   | 7   | 5 | 3 | 1 | 1 | 8  | 6  | +2  |
| 6                               | Tchecoslováquia        | A   | 6   | 5 | 3 | 0 | 2 | 10 | 5  | +5  |
| 7                               | Camarões               | B   | 6   | 5 | 3 | 0 | 2 | 7  | 9  | –2  |
| 8                               | Irlanda                | F   | 4   | 5 | 0 | 4 | 1 | 2  | 3  | –1  |
| Eliminados nas oitavas de final |                        |     |     |   |   |   |   |    |    |     |
| 9                               | Brasil                 | C   | 6   | 4 | 3 | 0 | 1 | 4  | 2  | +2  |
| 10                              | Espanha                | E   | 5   | 4 | 2 | 1 | 1 | 6  | 4  | +2  |
| 11                              | Bélgica                | E   | 4   | 4 | 2 | 0 | 2 | 6  | 4  | +2  |
| 12                              | Romênia                | B   | 4   | 4 | 1 | 2 | 1 | 4  | 3  | +1  |
| 13                              | Costa Rica             | C   | 4   | 4 | 2 | 0 | 2 | 4  | 6  | –2  |
| 14                              | Colômbia               | D   | 3   | 4 | 1 | 1 | 2 | 4  | 4  | 0   |
| 15                              | Países Baixos          | F   | 3   | 4 | 0 | 3 | 1 | 3  | 4  | –1  |
| 16                              | Uruguai                | E   | 3   | 4 | 1 | 1 | 2 | 2  | 5  | –3  |
| Eliminados na primeira fase     |                        |     |     |   |   |   |   |    |    |     |
| 17                              | União Soviética        | B   | 2   | 3 | 1 | 0 | 2 | 4  | 4  | 0   |
| 18                              | Áustria                | A   | 2   | 3 | 1 | 0 | 2 | 2  | 3  | –1  |
| 19                              | Escócia                | C   | 2   | 3 | 1 | 0 | 2 | 2  | 3  | –1  |
| 20                              | Egito                  | F   | 2   | 3 | 0 | 2 | 1 | 1  | 2  | –1  |
| 21                              | Suécia                 | C   | 0   | 3 | 0 | 0 | 3 | 3  | 6  | –3  |
| 22                              | Coreia do Sul          | E   | 0   | 3 | 0 | 0 | 3 | 1  | 6  | –5  |
| 23                              | Estados Unidos         | A   | 0   | 3 | 0 | 0 | 3 | 2  | 8  | –6  |
| 24                              | Emirados Árabes Unidos | D   | 0   | 3 | 0 | 0 | 3 | 2  | 11 | –9  |

## Premiações
| Campeão da Copa do Mundo FIFA de 1990 |
| ------------------------------------- |
| Alemanha Ocidental Terceiro Título    |

### Individuais
| Chuteira de Ouro    | Bola de Ouro        | FIFA Premio Fair Play |
| ------------------- | ------------------- | --------------------- |
| Salvatore Schillaci | Salvatore Schillaci | Inglaterra            |

### All-star team
| Goleiros/Guarda-Redes        | Defensores/Defesas                         | Meias/Médios                                            | Atacantes/Avançados                              |
| ---------------------------- | ------------------------------------------ | ------------------------------------------------------- | ------------------------------------------------ |
| Sergio Goycochea Luis Conejo | Andreas Brehme Paolo Maldini Franco Baresi | Diego Maradona Lothar Matthäus Paul Gascoigne Stojkovic | Salvatore Schillaci Roger Milla Jurgen Klinsmann |

Fonte: FIFA.

## Artilharia
6 gols (1)
- ITA Salvatore Schillaci

5 gols (1)
- TCH Tomas Skuhravy

4 gols (4)
| - DEU Lothar Matthäus - CMR Roger Milla | - ESP Míchel - ENG Gary Lineker |  |

3 gols (4)
| - DEU Andreas Brehme - DEU Rudi Völler | - DEU Jürgen Klinsmann - ENG David Platt |  |

2 gols (11)
| - ARG Claudio Caniggia - BRA Careca - BRA Müller - COL Bernardo Redín | - TCH Michal Bílek - ITA Roberto Baggio - ROU Gavril Balint - ROU Marius Lăcătuș | - YUG Davor Jozić - YUG Darko Pančev - YUG Dragan Stojković |

1 gol (54)
| - AUT Andreas Ogris - AUT Gerhard Rodax - ARG Jorge Burruchaga - ARG Pedro Monzón - ARG Pedro Troglio - BEL Jan Ceulemans - BEL Lei Clijsters - BEL Michel De Wolf - BEL Marc Degryse - BEL Enzo Scifo - BEL Patrick Vervoort - CMR Eugène Ekéké - CMR Emmanuel Kundé - CMR François Omam-Biyik - COL Freddy Rincón - COL Carlos Valderrama - CRC Juan Cayasso - CRC Róger Flores | - CRC Rónald González - CRC Hernán Medford - TCH Ivan Hašek - TCH Luboš Kubík - TCH Milan Luhový - EGY Magdi Abdelghani - ENG Mark Wright - ITA Giuseppe Giannini - ITA Aldo Serena - NED Ruud Gullit - NED Wim Kieft - NED Ronald Koeman - IRL Niall Quinn - IRL Kevin Sheedy - SCO Mo Johnston - SCO Stuart McCall - KOR Hwangbo Kwan - URS Igor Dobrovolski | - URS Oleg Protasov - URS Aleksandr Zavarov - URS Andrey Zygmantovich - ESP Alberto Górriz - ESP Julio Salinas - SWE Tomas Brolin - SWE Johnny Ekström - SWE Glenn Strömberg - UAE Khalid Ismaïl - UAE Ali Thani - USA Paul Caligiuri - USA Bruce Murray - URU Pablo Bengoechea - URU Daniel Fonseca - FRG Uwe Bein - FRG Pierre Littbarski - YUG Robert Prosinečki - YUG Safet Sušić |

## Estatísticas
Abaixo as estatísticas da Copa do Mundo de 1990.
- Mais vitórias: Itália (6 vitórias)
- Menos vitórias: Egito, Países Baixos, Irlanda, Coreia do Sul, Suécia, Emirados Árabes Unidos e Estados Unidos (nenhuma vitória)
- Mais derrotas: Coreia do Sul, Suécia, Emirados Árabes Unidos e Estados Unidos (três derrotas)
- Menos derrotas: Itália e Alemanha Ocidental (nenhuma derrota)
- Primeiro gol: François Omam-Biyik (Camarões–Argentina, Grupo B, 8 de junho)
- Último gol: Andreas Brehme (Alemanha Ocidental–Argentina, Final, 8 de julho)
- Gol mais rápido: 3 minutos e 59 segundos – Safet Sušić (Iugoslávia–Emirados Árabes Unidos, Grupo D, 19 de junho)
- Gol mais tardio: 119 minutos – David Platt (Inglaterra–Bélgica, Oitavas de final, 26 de junho)
- Maior goleada: 5–1 por Tchecoslováquia–Estados Unidos, e por Alemanha Ocidental–Emirados Árabes Unidos
- Mais gols marcados (seleção): Alemanha Ocidental (15 gols)
- Mais gols marcados (jogador): Salvatore Schillaci (Itália) – 6 gols
- Menos gols marcados: Egito e Coreia do Sul (1 gol)
- Mais gols em um jogo (seleção): 6 gols (Tchecoslováquia–Estados Unidos e Alemanha Ocidental–Emirados Árabes Unidos
- Mais gols em um jogo (jogador): 3 gols, por Míchel (Espanha–Coreia do Sul) e Tomáš Skuhravý  (Tchecoslováquia–Costa Rica)
- Menos gols sofridos: Brasil, Egito e Itália (2 gols)
- Total de gols: 115 (média de 2.21 por jogo, a pior da história das Copas)
- Mais jogos sem sofrer gols: Itália (5 jogos)
- Número de pênaltis marcados: 18 (13 convertidos, 5 perdidos)
- Mais cartões amarelos em um jogo: 9 cartões (Áustria–Estados Unidos, Grupo A, 19 de junho)
- Mais cartões amarelos no torneio: Argentina (22 cartões amarelos)
- Mais cartões vermelhos no torneio: Argentina (3 cartões vermelhos)
- Total de cartões amarelos: 162
- Total de cartões vermelhos: 16
- Maior público: 74.765 torcedores (Alemanha Ocidental–Iugoslávia, Grupo D, 10 de junho)
- Menor público: 27.833 torcedores (Iugoslávia–Emirados Árabes Unidos, Grupo D, 19 de junho)
- Média de público: 48.391 torcedores (quinta melhor da história das Copas)
- Jogador mais velho: Peter Shilton, goleiro da Inglaterra (40 anos e 292 dias)
- Jogador mais jovem: Rónald González, zagueiro da Costa Rica (19 anos e 307 dias)